# Franco Piersanti
Franco Piersanti (ur. 12 stycznia 1950 w Rzymie) – włoski kompozytor muzyki filmowej. Autor ścieżek dźwiękowych do blisko stu filmów fabularnych, telewizyjnych i dokumentalnych.
Ukończył studia w rzymskim konserwatorium Św. Cecylii. W latach 1975–1977 był asystentem Nina Roty. Jako samodzielny kompozytor debiutował ścieżką dźwiękową do filmu Jestem samowystarczalny (1976) Nanniego Morettiego, z którym później stale współpracował. Owocny tandem stworzył również z reżyserem Giannim Amelio.
Trzykrotny laureat nagrody David di Donatello za najlepszą muzykę do filmów: Złodziej dzieci (1992), Lamerica (1994) i Kajman (2006). Był dziewięciokrotnie nominowany do tego wyróżnienia.